# デビュー (ビョークのアルバム)
『デビュー』（Debut）は、アイスランド出身のミュージシャン、ビョークが1993年に発表した、個人名義では2作目のスタジオ・アルバム。シュガーキューブスの解散後、ソロ名義での再出発となった作品で、ビョークのソロ・アルバムとしては初めて国際的に発売された。
元ソウル・II・ソウルのネリー・フーパーが収録曲の大半をプロデュースしており、「ライク・サムワン・イン・ラヴ」はビョークとフーパーの共同プロデュースで、「アンカー・ソング」と日本盤ボーナス・トラック「アトランティック」はビョークが単独でプロデュースした。
日本盤やインターナショナル盤には、後にシングル曲「プレイ・デッド」も追加収録された。同曲のプロデュースはDavid Arnold、Danny Cannon、Tim Simenonによる。

## 評価
イギリスでは1993年7月17日付の全英アルバムチャートに3位で初登場して、1994年にも2週連続で3位に達し、61週連続でトップ100圏内にとどまる大ヒットを記録した。また、1994年2月14日に開催されたブリット・アワードでは、ビョークが「Best International Female」賞と「Best International Newcomer」賞を受賞した。
アメリカでは、1993年8月22日付の『ニューヨーク・タイムズ』紙で「ジャズへの愛とレイヴへの情熱を融合させた」と評され、総合チャートのBillboard 200では61位、『ビルボード』誌のヒートシーカーズ・チャートでは1位に達した。

## 収録曲
特記なき楽曲はビョーク作。
1. ヒューマン・ビヘイヴィアー - "Human Behaviour" (Björk, Nellee Hooper) - 4:12
2. 泣きぬれて - "Crying" (Björk, N. Hooper) - 4:51
3. 少年ヴィーナス - "Venus as a Boy" - 4:42
4. ライフ・ザン・ディス - "There's More to Life Than This" (Björk, N. Hooper) - 3:17
5. ライク・サムワン・イン・ラヴ - "Like Someone in Love" (Johnny Burke, James Van Heusen) - 4:37
6. ビッグ・タイム・センシュアリティ - "Big Time Sensuality" (Björk, N. Hooper) - 3:56
7. ある日 - "One Day" - 5:15
8. 飛行機 - "Aeroplane" - 4:02
9. 来て… - "Come to Me" - 4:55
10. ヴァイオレントリー・ハッピー - "Violently Happy" (Björk, N. Hooper) - 4:59
11. アンカー・ソング - "The Anchor Song" - 3:36

## 日本盤ボーナス・トラック
1. アトランティック - "Atlantic" - 2:04
2. プレイ・デッド - "Play Dead" (Björk, David Arnold, Jah Wobble) - 3:58

## シングル
本作からのシングルのチャート最高順位を示す。
| タイトル                         | チャート     | 最高順位 |
| -------------------------------- | ------------ | -------- |
| ヒューマン・ビヘイヴィアー       | イギリス     | 36       |
| ヒューマン・ビヘイヴィアー       | オランダ     | 35       |
| ヒューマン・ビヘイヴィアー       | スウェーデン | 29       |
| 少年ヴィーナス                   | イギリス     | 29       |
| 少年ヴィーナス                   | スウェーデン | 39       |
| プレイ・デッド                   | オランダ     | 11       |
| プレイ・デッド                   | スウェーデン | 7        |
| プレイ・デッド                   | ノルウェー   | 10       |
| ビッグ・タイム・センシュアリティ | アメリカ     | 88       |
| ビッグ・タイム・センシュアリティ | イギリス     | 17       |
| ビッグ・タイム・センシュアリティ | オランダ     | 24       |
| ヴァイオレントリー・ハッピー     | イギリス     | 13       |
| ヴァイオレントリー・ハッピー     | フランス     | 31       |

## 参加ミュージシャン
- ビョーク - ボーカル、キーボード、ブラス・アレンジ
- マリウス・デ・ヴライス - キーボード、プログラミング
- ポール・ウォーラー - キーボード、プログラミング
- マーティン・ヴァーゴ - キーボード、プログラミング
- ゲイリー・ヒューズ - ハモンドオルガン、キーボード、プログラミング
- ジョン・マリソン - ギター
- ルイ・ジャーディム - ベース、ドラムス、パーカッション
- ブルース・スミス - ドラムス、パーカッション
- ネリー・フーパー - ドラムス、パーカッション
- コーキー・ヘイル - ハープ
- タルヴィン・シン - タブラ
- Sureh Sathe - ストリングス・アレンジ
- オリヴァー・レイク - ブラス・アレンジ
- Jhelisa Anderson - バッキング・ボーカル